# Arcigay
Az Arcigay egy olasz melegjogi egyesület, amely 1985-ben alakult meg Bolognában. Olaszország legnagyobb melegjogi szervezete.

## Története

### Giarrei bűncselekmény és az Arcigay létrejötte
1980. október 17-én Szicíliában a Catania megyei Giarreban holtan találnak két meleg fiút: a 25 éves Giorgio Agatino Giammona-t és a 15 éves Antonio Galatola-t, akik szerelmesek voltak egymásba és a mélyen vallásos, konzervatív szellemiségű falujukban "jegyespárnak" csúfolták és megvetették őket. A rendőrségi nyomozás kiderítette, hogy a két férfi vette rá Antonio 13 éves unokaöccsét hogy lője őket fejbe, mert nem bírták elviselni azt a kiközösítést és megvetést amit a falusiaktól elszenvedtek.
Az esetre válaszul Palermóban ez év decemberében megalakult az Arcigay, Marco Bisceglia vezetésével és Nichi Vendola - aki később Puglia tartomány elnöke lesz - segítségével.

### A kezdeti időszak
1982-ben az Arcigay megtartotta Palermóban az első országos kongresszusát. 1985-ben az egyesület Bolognába helyezi át székhelyét. Ebben az évben az egyesült Giovanni Dall'Orto melegjogi aktivistával ismeretterjesztő anyagokat készít a HIV fertőzésről és Torinóban konferenciát tartanak az AIDS-ről, amely akkoriban még ismeretlen volt az olasz közvélemény számára.
1986. június 20-án az egyesület Rómában tart konferenciát Omosessualità e Stato (Homoszexualitás és az Állam) néven.
1988-ban Alma Agata Cappello szocialista képviselő az egyesület egy gyűlésén javaslatot tesz az azonos nemű párok élettársi kapcsolatának törvényi elismeréséről illetve a szexuális irányultságon alapuló diszkrimináció tiltására.
1990. december 1-én az egyesület küldöttjeit fogadta Francesco Cossiga köztársasági elnök, az AIDS világnapja alkalmából.

### 1990-től napjainkig
1994-ben az Arcigay szervezésében rendezték meg Rómában, az ország első melegfelvonulását, amit 1995-ben Verona, 1996-ban Nápoly követett. 1996-ben több mint 90 ezer aláírást gyűjtöttek össze a bejegyzett élettársi kapcsolat olaszországi bevezetésére. Ugyanebben az évben a leszbikusoknak, Arcilesbica néven külön szervezet jött létre. Ekkor jöttek létre az Arcigay helyi képviseleteek Pisa, Torinó, Firenze, Sassari, Verona, Catania és Padova városokban. 
1998-ban már országszerte 30 városban volt a szervezetnek képviselete. 2003-ban a szervezetet "Un PACS avanti" (Előre egy megállapodással!) címen érzékenyítő programot hirdetett, javaslatot tettek, hogy az 1999-ben Franciaországban bevezetett élettársi kapcsolat intézményét vezessék be Olaszországban. A javaslatot a baloldali pártok: Baloldali Demokraták, Olasz Radikálisok, Kommunista Újraalapítás Pártja, Zöldek Szövetsége, szocialista és kommunista ifjúsági szervezetek illetve a CGIL szakszervezeti konföderáció is támogatta.ű
2011-ben az Arcigay volt az egyik szervezője a Rómában megtartott Europride eseménynek, amely Olaszország addigi legnagyobb ilyen eseménye volt.

## Tevékenységei
Az Arcigay a helyi szervezeteivel több tevékenységet is ellát: 
- Jogvédelem
- Prevenció illetve AIDS és szexuális úton terjedő betegségek elleni felvilágosító kampány
- Szocializáció [4]
- Zaklatás és bántalmazás elleni fellépés [5]
- Kulturális tevékenységek